# Iago Aspas
Iago Aspas Juncal (galicisk udtale: [iˈaɣo ˈaspas]; født 1. august 1987) er en spansk fodboldspiller, der spiller for den spanske fodboldklub Celta de Vigo som angriber.